# Cranachhaus

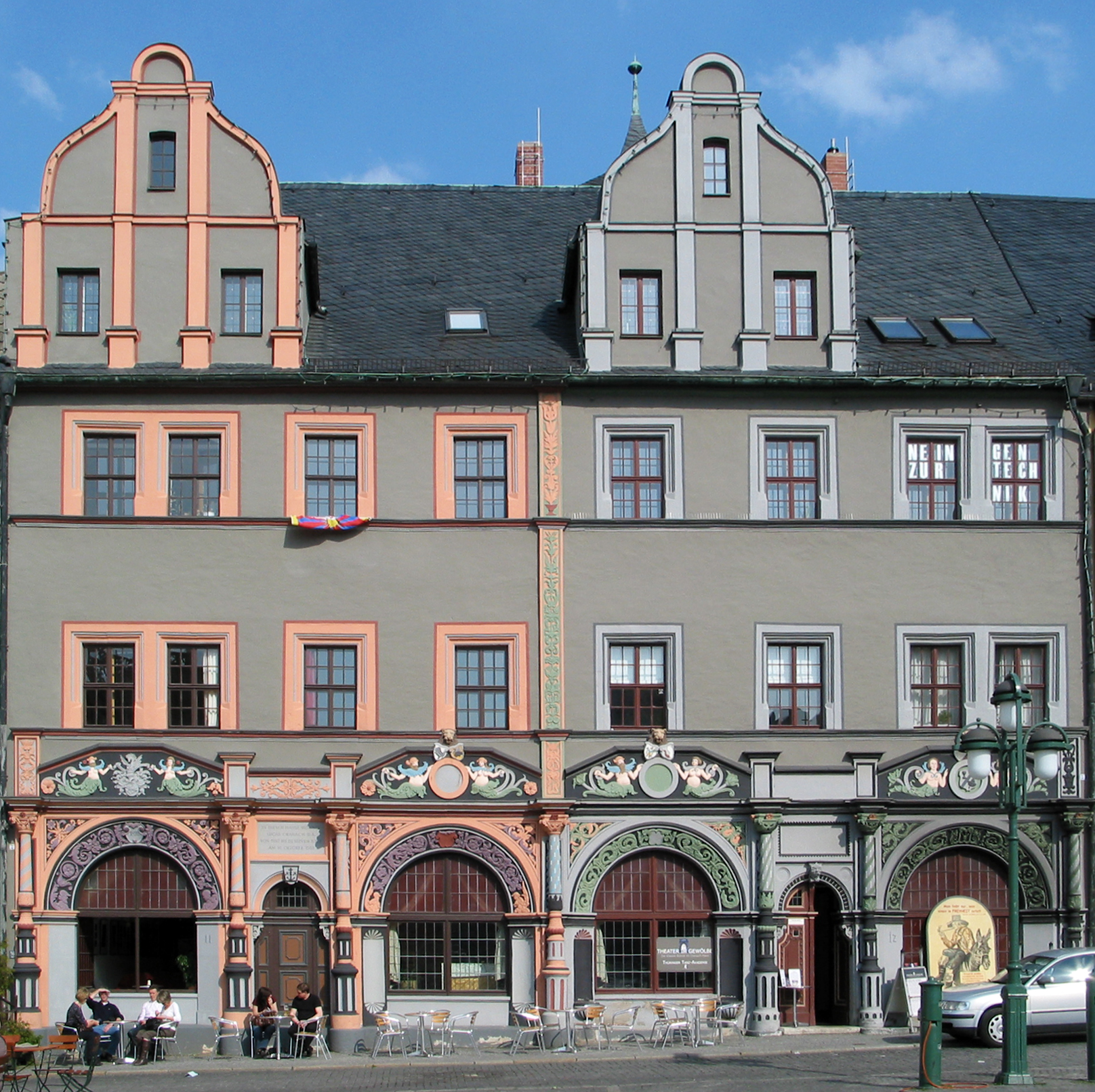
Das Cranachhaus (links) auf der Ostseite des Marktplatzes (2009)

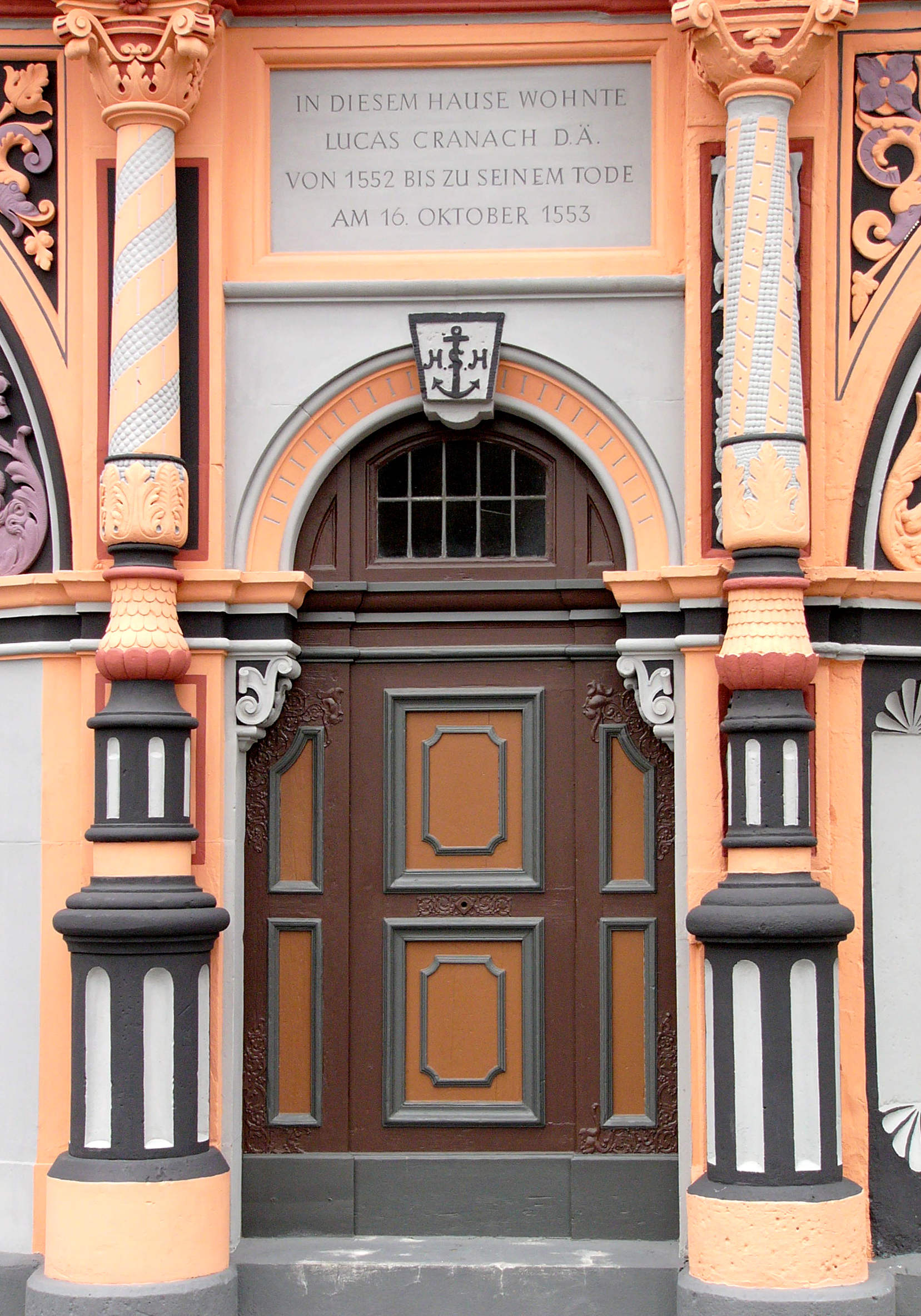
Tür des Cranachhauses (2005)

Das Cranachhaus in Weimar in Thüringen ist das Wohnhaus der Maler Lucas Cranach der Ältere und seines Sohnes Lucas Cranach der Jüngere.
Es handelt sich um das linke von zwei nahezu identischen Renaissance-Häusern an der Ostseite des Weimarer Marktplatzes direkt gegenüber dem Rathaus. Hier lebten sie im 16. Jahrhundert.

## Geschichte
Das auffällige, mit Säulen, Muschelnischen und Rundbogen-Ornamenten reich verzierte Haus ist ein bedeutender und denkmalgeschützter Renaissance-Bau mit einer Grundfläche von ca. 1500 m². Die Bauzeit erstreckte sich über die Jahre 1547 bis 1549. Errichtet wurde es vom Renaissance-Baumeister Nikolaus Gromann für den herzoglichen Kanzler Christian Brück, der mit Barbara Cranach verheiratet und damit der Schwiegersohn von Lucas Cranach d. Ä. war. Über dem rechten Bogen befindet sich das Wappen des Malers, die geflügelte Schlange.
Lucas Cranach d. Ä., einer der bedeutendsten deutschen Maler der Renaissance, verbrachte im Cranachhaus sein letztes Lebensjahr. Der 1552 als bereits 80-jähriger nach Weimar gekommene Maler gründete vor seinem Tod in dem Haus noch eine Werkstatt und nahm zwei Schüler auf. Er selbst war trotz seines Alters noch aktiv und begann in seinem Atelier (der Mansarde unter dem Dach) das berühmte dreiflügelige Altargemälde, welches heute in der Weimarer Stadtkirche St. Peter und Paul (Herderkirche) zu besichtigen ist. Vollendet wurde das Werk 1555 durch seinen Sohn Lucas Cranach dem Jüngeren.
Im Zweiten Weltkrieg wurde das Gebäude stark beschädigt und später originalgetreu wieder aufgebaut. In der Nachbarschaft befinden sich weitere Renaissance-Häuser.

## Heute
Bis in die späten 1990er Jahre befand sich in dem Haus die Galerie der Genossenschaft Bildender Künstler Weimar. Der langjährige Vorsitzende, der Weimarer Künstler Horst Hausotte, trat 1991 zurück.
Sein Nachfolger, der Künstler Ralph Herrmann, leitete die Genossenschaft über das Kulturhauptstadtjahr Europas 1999 hinaus. Mit dem Kulturstadt-Projekt Weimar aus dem Rahmen wurden zahlreiche internationale Künstler in die Galerie geholt. Von besonderer Bedeutung waren die Ausstellungen von Ernst Fuchs, Friedensreich Hundertwasser, Christo und Jeanne-Claude sowie von Emil Schumacher.
Aufgrund des Verkaufs an einen Investor musste die Galerie wegen Eigenbedarfs ausziehen. Heute befindet sich im Haus das Theater im Gewölbe, das vor allem kleinere Stücke von Goethe, Schiller und anderen Klassikern aufführt. Ansonsten ist es der Öffentlichkeit nicht zugänglich.